# Tropus (Rhetorik)
Der Tropus (auch die Trope, Plural Tropen) ist in der Rhetorik ein Überbegriff für  bestimmte Klassen rhetorischer Figuren (sprachlicher Stilmittel). Er leitet sich von altgriechisch τρόπος (Plural τρόποι) bzw. τροπή tropé, deutsch ‚Wendung‘ ab und bezeichnet die Ersetzung eines Ausdrucks durch einen anderen, der allerdings nicht synonym, sondern einem anderen Bedeutungsfeld zugehörig ist.
Bei den Tropen handelt es sich um semantische Figuren, womit sie sich von anderen rhetorischen Figuren abgrenzen, die ihre Wirkung durch die lautliche Gestalt (phonologische Figuren) der Wörter (zum Beispiel Alliteration) oder durch eine besondere Stellung der Wörter im Satz (syntaktische Figuren) erzielen (zum Beispiel Parallelismus).
Die bekanntesten Tropen sind Metapher, Ironie, Metonymie und Synekdoche. Sie machen den Hauptteil der semantischen Figuren aus. Beispiele für semantische Figuren, die nicht zu den Tropen zählen, sind Pleonasmus, Oxymoron und Hysteron proteron.

## Struktur
Es lassen sich drei Elemente ausmachen, die für die Bildung eines Tropus von Bedeutung sind:
- das Substituens „S2“: der eigentliche Tropus, also der neue ersetzende Begriff;
- das Substitutum „S1“: der ursprüngliche Begriff, der ersetzt wurde (verbum proprium);
- der Signalkontext „K“: die Satzumgebung, die anzeigt, dass etwas ersetzt wurde.

Beispiel: Achilles tötet Hektor mit seinem Zorn. Hierbei würde Zorn als „S2“ fungieren, also als eigentlicher Tropus. Die Satzumgebung verrät dem Leser, dass Achilles ein bestimmtes Objekt für die Tötung Hektors benutzt haben muss. Dabei müsste es sich aber um einen konkreten Gegenstand gehandelt haben, wofür Zorn nicht in Frage kommt. Dieser Widerspruch würde den Signalkontext „K“ darstellen, der anzeigt, dass ein ursprünglicher Begriff „S1“ ersetzt worden ist. Hierfür käme zum Beispiel Schwert oder Waffe in Frage.

## Typen
Tropen lassen sich in verschiedene Kategorien einteilen, wobei die exakte Zuordnung nicht immer eindeutig ist. Der Inhaltsbereich des ersetzenden Ausdrucks kann vom Inhaltsbereich des ersetzten Ausdrucks unterschiedlich weit entfernt sein. Demnach wird zwischen Grenzverschiebungstropen und Sprungtropen unterschieden.
Liegen die Inhaltsbereiche nahe beieinander, spricht man von einem Grenzverschiebungs- oder Nachbarschaftstropus. Hierzu zählen die Figuren Metonymie und Synekdoche.
Beispiel: Vergils Aeneis beginnt mit den Worten: arma virumque cano … ‚Ich singe von Waffen und dem Mann …‘. Eigentlich gemeint ist: Ich singe von Kriegstaten und Aeneas. Die Inhaltsbereiche von Kriegstaten und Waffen bzw. Aeneas und Mann liegen nahe beieinander.
Liegen beide Inhaltsbereiche hingegen weit voneinander entfernt, spricht man von einem Sprungtropus. Hierzu zählen die Figuren Metapher und Ironie.
Beispiel: Er donnerte den Ball ins Tor. Gemeint ist: Er schoss den Ball mit großer Wucht ins Tor. Das Verb donnern entstammt dem Inhaltsbereich Wetterkunde und ist vom Inhaltsbereich Sport weit entfernt.

### Metonymie und Synekdoche
Metonymie und Synekdoche sind die beiden zentralen Grenzverschiebungstropen. Wie stark zwischen beiden Typen unterschieden werden soll, ist in der Forschung umstritten: Wird nur die Nähe des Inhaltsbereichs betrachtet, erscheint die Synekdoche als bloße Sonderform der Metonymie. Wird hingegen die rhetorische Wirkung untersucht, unterscheiden sich die beiden Typen voneinander.
Eine Metonymie liegt vor, wenn der ersetzende Begriff aus dem Inhaltsbereich des ursprünglichen Wortes stammt, aber keinen eigentlichen Teil von diesem darstellt. Dabei können unter anderem die Bedeutung verschiedener Begriffspaare vertauscht werden wie Ursache/Wirkung, Raum/Rauminhalt oder Substanz/Akzidenz.
Beispiel: Alexander eroberte Persien. Alexander ist natürlich nicht in der Lage gewesen, Persien allein einzunehmen: Dieses Verdienst kommt seinem Heer zu. Der Prinzipal Alexander ersetzt an dieser Stelle den Agenten Alexanders Heer. Die Metonymie hat somit eine reduktionistische Wirkung. Sie führt komplexe Wirkungen auf vereinfachende Ursachen zurück.
Es handelt sich um eine Synekdoche, wenn eine quantitative Teilung oder Zusammenfassung vorliegt. Dabei steht entweder ein Teil für sein Ganzes oder umgekehrt repräsentiert das Kollektiv ein Individuum. Eine Synekdoche hat eine integrierende Wirkung: Das Ganze hat scheinbar die gleichen Absichten wie all seine Teile, während diese umgekehrt nur den Willen des Kollektivs auszuführen wünschen. Wird diese sprachliche Integration allerdings zu weit geführt, vereinfacht sie die Realität dermaßen, dass sie propagandistische Wirkung annehmen kann.
Beispiel: a) Pars pro toto: Der Deutsche (an sich) liebt die Ordnung. Hierbei wird formal nur angegeben, dass ein Individuum (der Deutsche) eine bestimmte Eigenschaft (ordnungsliebend) aufweist. Gemeint ist aber das gesamte Kollektiv der Deutschen, dem hier pauschal ein bestimmtes Charakteristikum zugeschrieben wird.
Beispiel: b) Totum pro parte: (Ganz) Deutschland hat Angst vor der Vogelgrippe. Dies ist der umgekehrte Fall des vorherigen Beispiels: Das Ganze (Deutschland) steht für eine nicht genau zu ermittelnde Anzahl seiner Teile, da nicht unbedingt jeder Deutsche die Vogelgrippe fürchtet.

### Metapher und Ironie
Metapher und Ironie sind Typen aus dem Bereich der Sprungtropen. Ihnen ist gemeinsam, dass eindeutig nicht zueinander gehörende Inhaltsbereiche verwoben werden. Den Begriffen wohnen verschiedene Assoziationen (Konnotationen) inne, die nun in Bezug zueinander gesetzt werden.
Bei einer Metapher nimmt der ersetzende Begriff einen Teil der Assoziationen des ursprünglichen Begriffs an. Sie wirkt somit romantisierend, da sie bestimmte Eigenschaften eines Begriffs in den Vordergrund rückt, andere hingegen verschleiert.
Beispiel: Das organisierte Verbrechen erpresst Schutzgeld von Einzelhändlern. Das Eintreiben von Geldern ohne echte Gegenleistung und unter Zwang ist schlicht eine Erpressung. Da die Mafia nach Möglichkeit als reguläre Ordnungsmacht aufzutreten versucht, wird der Begriff Schutzgeld verwendet. Einem Handel und einem Diebstahl ist gemein, dass in beiden Fällen Geld den Besitzer wechselt. Der Unterschied ist, dass es nur im ersteren Fall freiwillig geschieht. Durch die Verwendung des Ausdrucks Schutzgeld wird nun einerseits die Assoziation eines Handels (Geld gegen Schutz) und andererseits die eines Wächters (beschützende Macht) geweckt.
Ironie wirkt genau gegensätzlich, da hier bewusst ein Widerspruch nicht nur auf der formalen, sondern auch auf der assoziativen Ebene erzeugt wird. Dies wirkt negatorisch, d. h. die Bedeutung des eigentlichen Ausdrucks wird abgeschwächt.
Beispiel: Noch so ein Sieg und ich bin verloren. Diese Aussage wird König Pyrrhos von Epirus nach dem knappen Sieg in der Schlacht bei Asculum in den Mund gelegt. Hierbei besteht ein offensichtlicher Widerspruch zwischen der positiven Assoziation von Sieg und der negativen von verloren. In diesem Fall soll ausgedrückt werden, dass der Sieg in der Schlacht aufgrund hoher eigener Verluste nur einen geringen Wert hat.

### Abgrenzung der vier Typen
Ausgehend von der Grundform Achilles tötet Hektor mit seinem Speer lassen sich alle vier Typen des Tropus anwenden:
- Metonymie: Achilles tötet Hektor mit seinem Stahl. Anstelle des Speeres wird das Augenmerk auf die spezifische Qualität der Waffe gelenkt, in diesem Fall auf das Material der Klinge, nämlich Stahl.
- Synekdoche: Achilles tötet Hektor mit seiner Klinge. Die Klinge ist nur ein Teil des Speeres (neben Heft und Stange), wird hierbei jedoch als scheinbar synonyme Bezeichnung verwendet.
- Metapher: Achilles tötet Hektor mit seinem Zorn. Der Zorn, der nicht aus dem Begriffsfeld Waffe stammt, wirkt romantisierend und schwächt den Akt der Tötung ab.
- Ironie: Achilles tötet Hektor mit seiner Gnade. Hierbei wird die Gnade anstelle des gegensätzlichen Begriffs Rache gebraucht, um dadurch Achilles’ Tat ins Lächerliche zu ziehen.

## Sekundärtropen
Neben den vier genannten Primärtropen lassen sich noch weitere rhetorische Figuren zu den Tropen zählen:
- Wird ein Begriff nur deshalb ersetzt, weil man eine Wiederholung vermeiden will, spricht man von einer Periphrase oder Antonomasie. Dabei handelt es sich meist um Synekdochen.
- Mit der Ironie verwandt ist die Litotes, bei der durch doppelte Verneinung eine Hervorhebung erreicht wird. Die Litotes substituiert den eigentlichen Begriff mit der Verneinung des Gegenteils. Beispiel: „kleines Sümmchen“ ist zwar eine Verkleinerungsform, es bedeutet tatsächlich aber eine große Summe. Die Untertreibung wirkt dabei verstärkend. Andere Beispiele wären die Ausdrücke „nicht ganz klein“ oder „ganz ordentlich“.
- Ebenso reicht die Hyperbel in den Bereich der Ironie hinein, da hier bewusst ein unglaubwürdiger Vergleich angestellt wird. Bei der Hyperbel wird der eigentliche Begriff in seiner Intensität und Größe übertrieben. Die Wahrheit wird übersteigert, wobei dies in einem angemessenen Rahmen geschehen sollte. Beispiele: „extra-super“, „mega“, „das interessiert mich nicht ein My“.
- Die Epanorthose (griech. Epanorthosis), eine schnelle und emphatische Selbstkorrektur des gesprochenen Wortes, oft dem Freudschen Versprecher folgend.